# Lile nigrofasciata
Lile nigrofasciata är en fiskart som beskrevs av Castro-aguirre, Ruiz-campos och Balart 2002. Lile nigrofasciata ingår i släktet Lile och familjen sillfiskar. IUCN kategoriserar arten globalt som livskraftig. Inga underarter finns listade i Catalogue of Life.